# Соколов, Леонид Иванович
Леони́д Ива́нович Соколо́в (1907 — 1988) — советский партийный и государственный деятель, дипломат. Чрезвычайный и полномочный посол.

## Биография
Член ВКП(б) с 1926 года. Окончил Ленинградский политико-просветительный институт имени Н. К. Крупской.
- В 1933—1941 годах — заместитель начальника Политического отдела совхоза, секретарь Новосибирского областного комитета ВКП(б) по пропаганде и агитации.
- В 1943—1945 годах — начальник Политического отдела 6-й гвардейской армии, полковник.
- В ноябре 1945 году — секретарь Новосибирского областного комитета ВКП(б) по пропаганде и агитации.
- В 1946—1949 годах — председатель Исполнительного комитета Новосибирского областного Совета.
- В 1954—1956 годах — советник посольства СССР во Вьетнаме.
- В 1956—1957 годах — 1-й заместитель заведующего Управления кадров МИД СССР.
- С 3 января 1958 по 10 апреля 1961 годах — чрезвычайный и полномочный посол СССР во Вьетнаме.
- В 1961—1969 годах — советник V Европейского отдела МИД СССР.

С 1969 года в отставке.

## Награды
- Орден Красного Знамени (дважды).